# El cas Slevin
El cas Slevin (títol original en anglès: Lucky Number Slevin) és una pel·lícula de suspens escrita per Jason Smilovic i dirigida per Paul McGuigan. Es va estrenar l'any 2006 tant al seu país original, els Estats Units d'Amèrica, com internacionalment. Es va doblar al català.

## Argument
A Slevin la vida no li ha anat gens bé. La seva casa acaba de ser declarada en ruïnes i ha sorprès la seva xicota al llit amb un altre. En un intent per perdre de vista Los Angeles durant una temporada, marxa a viure Nova York a l'apartament del seu amic Nick Fisher. Però dos dels pitjors gàngsters de la ciutat, El Rabí i El Cap, antics socis i ara enemics irreconciliables, es creuaran en la seva vida quan un d'ells pretén venjar la mort del seu fill assassinant el primogènit de l'altre. La idea per no desencadenar una guerra de bandes: buscar un jugador que li degui molts diners al Cap i obligar-lo a matar el fill del Rabí.

## Repartiment
- Josh Hartnett com a Slevin Kelevra
- Lucy Liu com a Lindsey
- Bruce Willis com a Goodkat
- Morgan Freeman com al cap
- Ben Kingsley com al rabí
- Stanley Tucci com al detectiu Brikowski

En el Festival Internacional de Cinema de Milà va guanyar els premis a la millor edició, millor pel·lícula, millor pel·lícula pel públic i millor actor per a Josh Hartnett.